# Wurmschnegel
Die Wurmschnegel (Boettgerillidae) mit der einzigen Gattung Boettgerilla (und zwei Arten) sind in Europa und im Kaukasusgebiet heimische, bis zu ca. 5 cm lange Nacktschnecken aus der Unterordnung der Landlungenschnecken (Stylommatophora). 

## Merkmale
Der Körper ist im gestreckten Zustand wurmartig, also im Verhältnis zur Länge relativ dünn. Daher rührt auch der Name der Familie. Der Mantelschild ist nach hinten v-förmig zugespitzt. In dieser Spitze befindet sich das rudimentäre Schälchen. Der hintere Teil des Fußes weist einen deutlichen Kiel auf. Vom Atemloch gehen nach vorne und nach hinten Mantelrinnen aus, die gebogen sind.

## Vorkommen und Lebensweise
Die Wurmschnegel waren ursprünglich hauptsächlich im Kaukasusgebiet verbreitet. In Mitteleuropa waren sie sehr selten; das Vorkommen war sogar übersehen worden. Es konnte nachträglich anhand von älterem Museumsmaterial bestätigt werden. Seit den 1960er Jahren hat sich dann die Art Boettgerilla pallens stark in Mitteleuropa verbreitet. Sie leben in feuchten Wäldern, aber auch in der Kulturlandschaft. Sie fressen die Eier in den Gelegen von anderen größeren Landlungenschnecken, hauptsächlich der Wegschnecken. 

## Systematik
Die Wurmschnegel werden in die Überfamilie der Limacoidea gestellt, zu denen auch die Schnegel (Limacidae), die Ackerschnecken (Agriolimacidae) und die Glasschnecken (Vitrinidae) gerechnet werden. Die Familie Wurmschnegel wird nicht weiter unterteilt. Sie enthält nur eine Gattung mit zwei Arten.
- Familie Wurmschnegel (Boettgerillidae van Goethem, 1972)
  - Gattung Boettgerilla  Simroth, 1910
    - Boettgerilla compressa Simroth, 1910
    - Boettgerilla pallens Simroth, 1912 (= Boettgerilla vermiformis Wiktor, 1959)[1]